# جينو بيلوني
جينو بيلوني (1884 – 22 يناير 1924) هو مبارز بالسيف إيطالي راحل، مثّل بلاده في الألعاب الأولمبية الصيفية 1912.

## روابط رياضية
جينو بيلوني على موقع أوليمبيديا (الإنجليزية)